# Klubi Futbollistik Vushtrria
El Klubi Futbollistik Vushtrria, más conocido como KF Vushtrria o simplemente Vushtrria, es un club de fútbol con sede en Vučitrn, Kosovo. Fue fundado en 1922 y actualmente juega en la Liga e Parë, segunda categoría del fútbol kosovar. El club ganó la promoción de la segunda a la primera división, en la temporada 2005-06. Sus jugadores más notables son Armend Dallku, Ahmed Januzi, Milot Rashica y Besnik Kollari

## Historia
El KF Vushtrria es el club de fútbol más antiguo de Kosovo. Fue fundado en 1922 y desde entonces ha estado compitiendo a nivel nacional. A lo largo de los años posteriores a la Segunda Guerra Mundial, se convirtió en uno de los clubes de fútbol más famosos de Kosovo, debido a la producción de algunos de los mejores jóvenes talentos kosovares. Muchos de estos jugadores fueron transferidos a otros clubes kosovares como Pristina y Trepça, debido a que jugaban en la primera división de la antigua Yugoslavia.
A pesar de que el equipo luchaba contra el descenso a lo largo de las temporadas durante la década del 2000, una cosa era segura, el Estadio Ferki Aliu siempre estaría lleno hasta el final de cada partido en casa. El grupo de ultras del club, llamado Forca, obtuvo una generalización a nivel nacional durante ese período, debido a que muchos aficionados de otros equipos fueron objeto de abusos físicos y verbales cuando viajaban a Vučitrn para ver jugar a su equipo. Por estos motivos, el club fue multado y deducido de puntos de forma constante. Entonces, se convirtió en uno de los equipos más odiados de Kosovo, y la ciudad en una de las más peligrosas para ir a jugar.
En 2012, el club fue comprado por la planta local de galvanización de acero, Llamkos GalvaSteel. Cuando el club fue asumido por Llamkos GalvaSteel y Core Group, se realizaron inversiones inmediatas que hicieron que el equipo ganara su primer título de liga en la temporada 2013-14. Llamkos GalvaSteel se distanció del club al igual que el propietario del mismo, Jeton Sadiku, dejando la financiación y la administración en manos del municipio de Vučitrn.

## Jugadores

### Plantilla 2023-24
- Actualizado el 14 de enero de 2024.[1]

## Entrenadores
La siguiente lista muestra los entrenadores del KF Vushtrria desde 2013:
- Ismet Munishi (marzo de 2013-octubre de 2014)
- Bekim Shotani (julio-7 de diciembre de 2015)
- Isa Sadriu (7 de diciembre de 2015-12 de enero de 2016)
- Rizvan Jetullahu (12 de enero-abril de 2016)[2]
- Bekim Shotani (13 de abril-mayo de 2016)[3]
- Isa Sadriu (28 de junio de 2017-2 de junio de 2018)
- Samuel Nikaj (14 de junio de 2018-23 de junio de 2019)[4]
- Bekim Shotani (30 de junio-septiembre de 2019)[5]
- Antonio Toma (8 de septiembre-22 de octubre de 2019)[6]
- Fitim Llapashtica (22 de octubre de 2019-?)[7]
- Alban Dragusha (1 de julio de 2022-)

## Afición
Forca es el club de ultras del equipo. La base de aficionados no solo apoya al equipo de fútbol, sino también al equipo de baloncesto y balonmano de la ciudad.

## Palmarés

### Torneos nacionales
| Competición             | Títulos |
| ----------------------- | ------- |
| Superliga de Kosovo (1) | 2014    |